# Димитри фром Пэрис
Димитри фром Пэрис (англ. Dimitri from Paris, настоящее имя - Димитри Ерасимос, Dimitri Yerasimos) — французский музыкант, композитор, музыкальный продюсер и диджей греческого происхождения. Хотя имеет псевдоним Димитри из Парижа, на самом деле родился в 1963 году в Стамбуле, Турция.

## Карьера радиоведущего
Начинал карьеру в 1986 году как диджей на французском радио. Впервые вышел в эфир на FM-радиостанции «Радио 7». Но довольно быстро перешёл на станцию Skyrock, и наконец с 1987 года начал работать на одной из крупнейших радиосетей Франции - NRJ. Там он основал и постоянно вёл до 1995 года первую передачу о хаус-музыке на французском радио.

## Карьера диджея
Постепенно стал одним из лидеров французской танцевальной музыки. Его миксы стали довольно популярными, а репутация позволила работать с известными кутюрье на показах мод. Композиции Димитрия звучат как музыкальное сопровождение дефиле домов моды Шанель, Жан-Поль Готье, Ив-Сен Лоран, Гермес.
Также в это время выпускает первые сборники своих миксов на виниловых пластинках. В 1993-1994 созданный при участии Димитрия лейбл Yellow Productions выпускает двойную пластинку под названием 'La Yellow 357'. В качестве автора ещё значится просто имя Димитри. Также выпускает сотни ремиксов на композиции известных исполнителей, среди которых Björk, the Brand New Heavies, New Order, James Brown и Etienne Daho.

## Дискография

### Студийные альбомы
- Sacrebleu, 1996
- Cruising Attitude, 2003

### Сборники
- Monsieur Dimitri's De-Luxe House of Funk, 1997
- A Night at the Playboy Mansion, 2000
- Disco Forever, 2000
- My Salsoul, 2001
- After the Playboy Mansion, 2002
- In the House, 2004
- Neko Mimi Mode, 2004
- The Kings of Disco, 2004 compiled by Dimitri from Paris and Joey Negro
- TV Tokyo Animation Tsukuyomi–Moon Phase– Best Collection "Zenbu, Kikitakunacchatta…", 2005
- Super Disco Friends, 2005 compiled by Dimitri from Paris and DJ Muro
- Southport Weekender, 2005 compiled by Dimitri from Paris, Jazzie B, and Quentin Harris
- In the House of Love, 2006
- Cocktail Disco, 2007
- Return to the Playboy Mansion, 2008
- Night Dubbin', 2009 compiled by Dimitri from Paris & The Idjut Boys
- Get Down With The Philly Sound, 2010
- Knights of the Playboy Mansion, 2011